# جنگل گلوبردکان

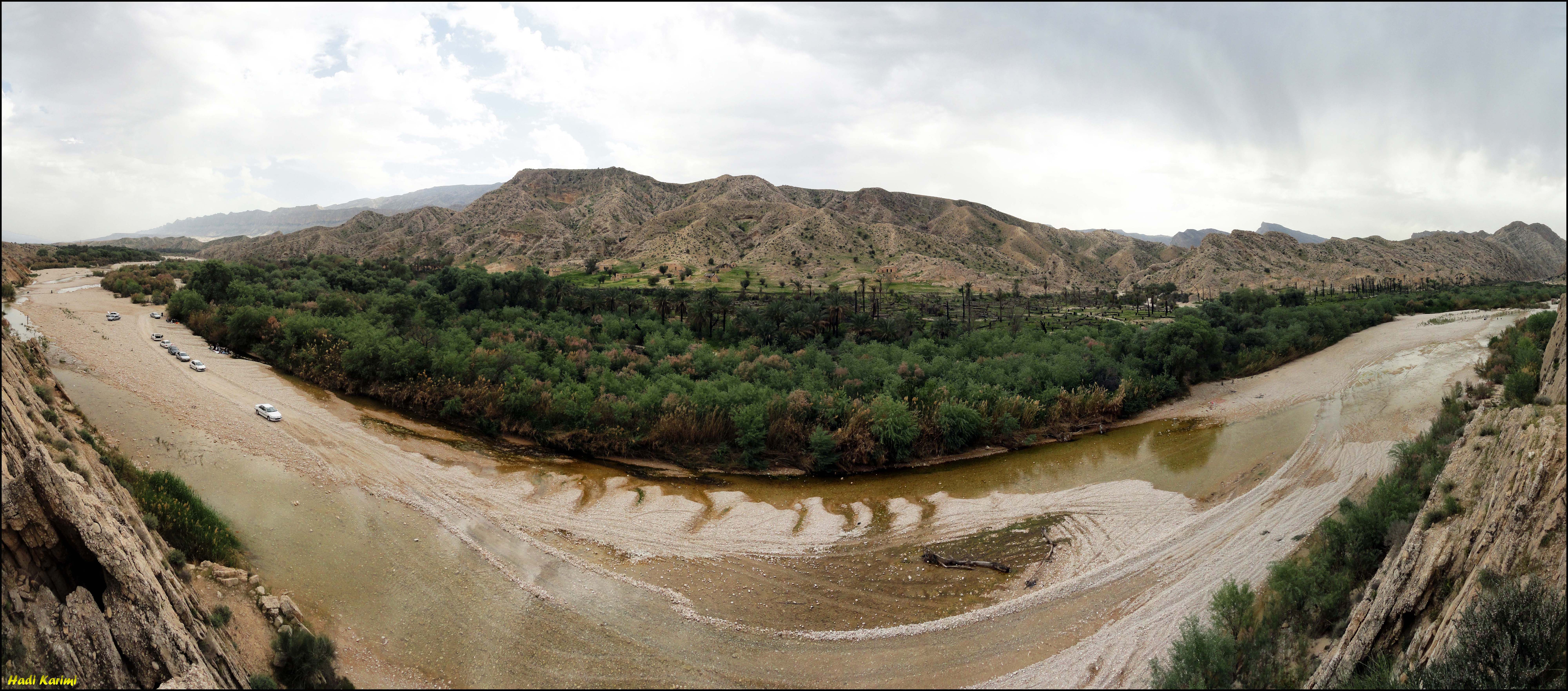
جنگل گلوبردکان- نوروز ۱۳۹۰

جنگل گلوبردکان یکی از مناطق گردشگری واقع در بخش ریز در شهرستان جم استان بوشهر است که بیش از دو قرن قدمت دارد.
در زبان محلی نام این جنگل گیلی وَردِکان می‌باشد که در زبان لری، گیلی به معنای گلو، وَرد (برد) به معنای سنگ و کان هم به معنای پرتگاه و دیواره است. و در کل به معنای گلوگاه دیواره سنگی می‌باشد.
جنگل گلوبردکان با چشم‌انداز زیبای درختان سایه‌گستر، همجواری با کوهستان، رود تقریباً دائمی و پوشش گیاهی و گونه‌های زیستی همواره در طول سال میزبان گردشگران و دوست‌داران محیط‌زیست و حتی گردشگران خارجی است.
این جنگل با بیش از ۵۰ گونهٔ گیاهی، نفس شهرستان جم در استان بوشهر محسوب می‌شود.
جنگل گلوبردکان زیست‌بومی وسیع با تنوع گستردهٔ گیاهی و جانوری، مکانی بکر برای انواع تحقیقات زیستی به‌شمار می‌رود. جنگل گلوبردکان با بیش از چهل گونه پرنده مهاجر که شناسایی شده‌اند - مانند شاهین آمور، کورکور بال سیاه، عقاب طلایی، عقاب دوبرادر و… - همچنین کفتار راه‌راه (در حال انقراض)، پلنگ، کله بز و چند گونه دیگر، از جنگل‌های چشمگیر ایران محسوب می‌شود.

## محیط‌زیست
آتش‌سوزی‌های عمدی و سهوی، تخریب توسط انسان، دخالت‌های ناسنجیده در طبیعت بخش ریز، تغییر کاربری، آلودگی‌های ایجاد شده در این منطقه و کم‌آبی از تهدیدات اصلی این جنگل بشمار می‌رود.
این جنگل در حال حاضر جنگل‌بان ندارد و هر تابستان بخشی از آن طعمه آتش‌سوزی می‌شود.
حفر چاه‌های عمیق توسط شرکت‌های مختلف و استفاده بی‌رویه از سفره‌های آب زیرزمینی از دیگر تهدیدات این جنگل است.